# Корисність
Кори́сність — суб'єктивна міра задоволення, що його отримує індивід від споживання блага або набору благ. Іншими словами, корисність визначає, якою мірою індивід задовольнив свої потреби, споживши певні блага. Теорія корисності тісно пов'язана з теорією рішень.

## Теорія корисності
Теорія корисності — складова частина економічної теорії, яка прагне пояснити економічну поведінку раціонального індивіда через використання понять «корисність» та «максимізація корисності».
В економіці корисність розглядається як суб'єктивна корисність. Спроби економістів пояснити корисність благ на основі об'єктивних факторів були невдалими. Найбільш значуща спроба — трудова теорія вартості, започаткована економістами класичної школи й найбільш розвинена К. Марксом. Коріння об'єктивної теорії вартості знаходяться у працях Арістотеля, який намагався встановити об'єктивну цінність праці працівників різних професій на основі цінності особистості кожного з них.
Історично перші спроби описати теорію суб'єктивної корисності належать іспанським та португальським богоспловам XVI ст. Саламанкської школи, французькому економісту XVIII ст. Кондільяку.
Сучасна теорія граничної корисності в економіці сформулася наприкінці XIX ст. завдяки працям Германа Госсена (1854), Карла Менгера (1871), Вільяма Джевонса (1871), Леона Вальраса (1874),

## Кардиналістська та ординалістська концепція корисності
Економісти використовують дві основні концепції (підходи) щодо пояснення вибору індивіда між тим чи іншим набором товарів. Перша (за часом виникнення) — кардиналістська концепція, пояснює вибір індивіда кількісною оцінкою корисності набору товарів в певних абстрактних одиницях — ютилях. На разі індивід вибирає набір благ з більшою кількістю ютилів. Друга (зараз найавторитетніша в науковому світі) — ординалістська концепція. Прихильники цього підходу вважають, що індивід не може кількісно виміряти корисність набору благ. Рішення індивіда щодо вибору набору благ основується на оцінці того, чи є даний набір благ кращий або гірший від попереднього.

## Дослідники
Фундаментальні результати в теорії корисності отримали: математик Джон фон Нейман та економіст Оскар Моргенштерн (спільна монографія «Теорія ігор і економічна поведінка»), психологи Деніел Канеман та Амос Тверський (спільна стаття «Теорія перспектив: аналіз ухвалення рішень в умовах ризику»)